# Katy B

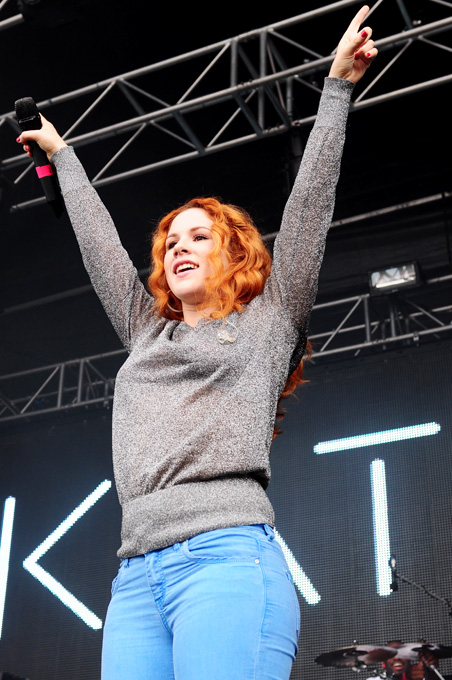
Katy B in un Live a Wellington Square nel 2011

Katy B o Baby Katy, pseudonimo di Kathleen Brien (Londra, 8 maggio 1989), è una cantautrice britannica.

## Biografia
Diplomata alla BRIT School di Londra, Katy ha ricevuto vari contratti discografici nel 2009. Ha inizialmente lavorato per l'etichetta Rinse, appartenente all'ex radio pirata Rinse FM e ha pubblicato il suo primo album ad aprile 2011 sotto l'etichetta Columbia.
Il suo primo singolo, Katy on a Mission, è stato pubblicato il 22 agosto 2010 e ha raggiunto la quinta posizione della classifica britannica. Prima della pubblicazione dell'album di debutto, On a Mission, avvenuta il 4 aprile 2011, sono stati pubblicati altri tre singoli: Perfect Stranger (con Magnetic Man) che ha raggiunto la sedicesima posizione in Inghilterra per poi successivamente entrare alla numero sessantatré nelle Fiandre, Lights On (con Ms. Dynamite) è stato il singolo di maggior successo Di Baby Katy, infatti ha esordito alla numero quattro in Inghilttera e alla numero ventidue nelle Fiandre e infine Broken Record che è entrato all'ottava posizione in Inghilterra.
In seguito alla pubblicazione del suo album sono stati pubblicati altri due singoli e, a giugno 2011, è stato estratto il quinto singolo, Easy Please Me che non ha riscontrato molto successo, infatti è arrivato alla numero venticinque in Gran Bretagna; il sesto singolo estratto dall'album è Witches' Brew, la cui pubblicazione è avvenuta ad agosto. Il settimo ed ultimo singolo sarà Movement. Il 20 agosto 2011 ha ricevuto una nomination agli Europe Music Award come Best Push. Il 29 febbraio 2012 vince agli NME Award celebrati a Londra come miglior canzone da discoteca per Broken Record. Nel settembre 2011, è stato annunciato che Katy B e Mark Ronson stavano collaborando per creare una canzone per il nuovo annuncio della Coca Cola per le Olimpiadi 2012 che si terranno a Londra. Un promo per la canzone è stato pubblicato il 15 febbraio 2012. Il singolo poi è stato pubblicato l'11 maggio sotto il nome di Anywhere in the World.

## Discografia

### Album in studio
- 2011 - On a Mission
- 2014 - Little Red
- 2016 - Honey

### EP
- 2012 - Danger

### Singoli
- 2010 - Katy on a Mission
- 2010 - Lights On (con Ms. Dynamite)
- 2011 - Broken Record
- 2011 - Easy Please Me
- 2011 - Witches' Brew
- 2013 - What Love Is Made Of
- 2013 -  5 AM
- 2014 - Crying for No Reason
- 2014 -  Still
- 2014 - Aaliyah (con Jessie Ware)
- 2015 - Turn The Music Louder (con Tinie Tempah)
- 2016 - Who Am I (con Craig David e Major Lazer)